# Arrecifes (Argentina)

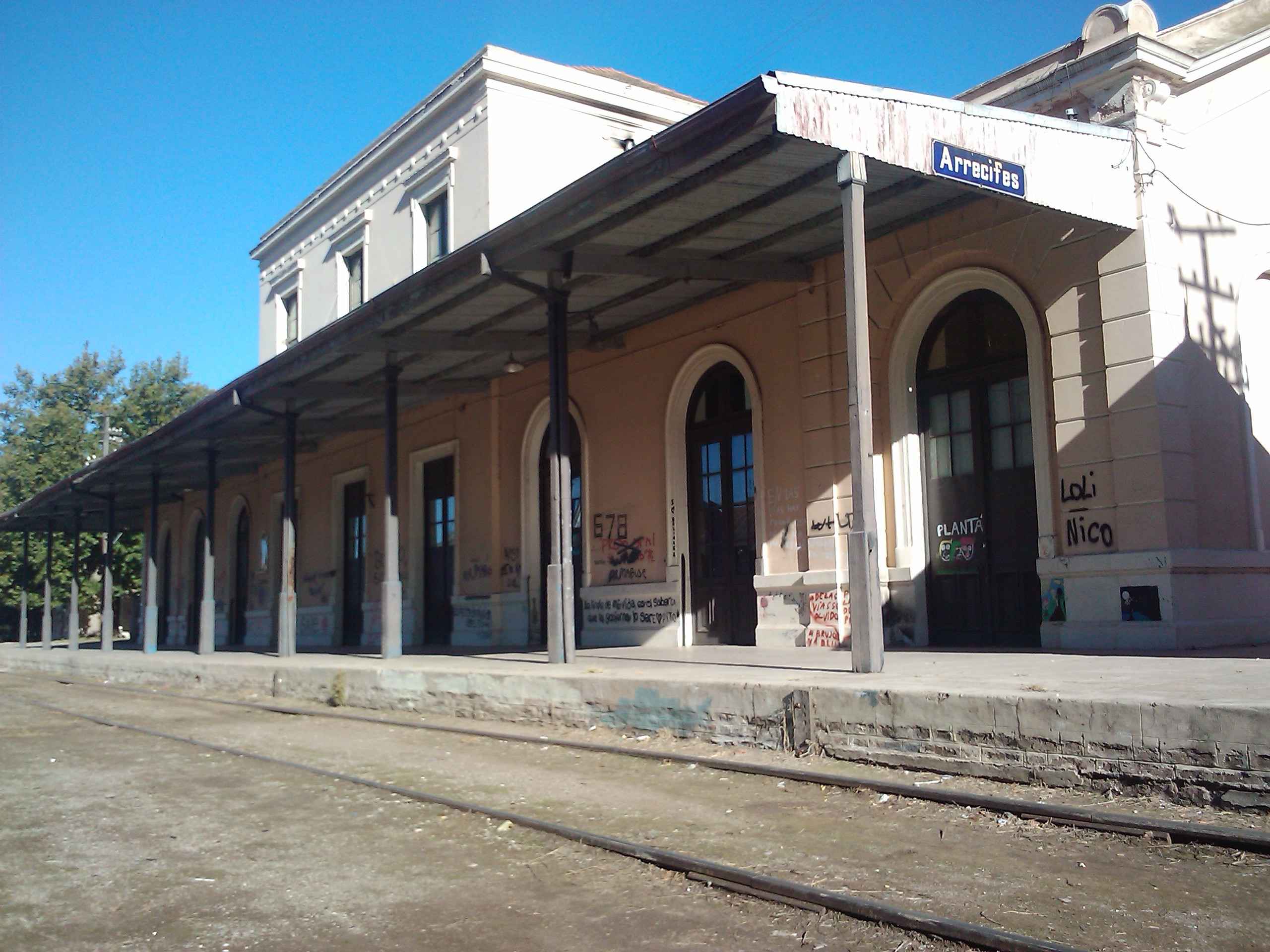
Uma estação da Arrecifes

Adrogue é uma localidade do Partido de Arrecifes na Província de Buenos Aires, na Argentina. Sua população estimada em 2001 era de 24.336 habitantes.